# Flóra Kádár

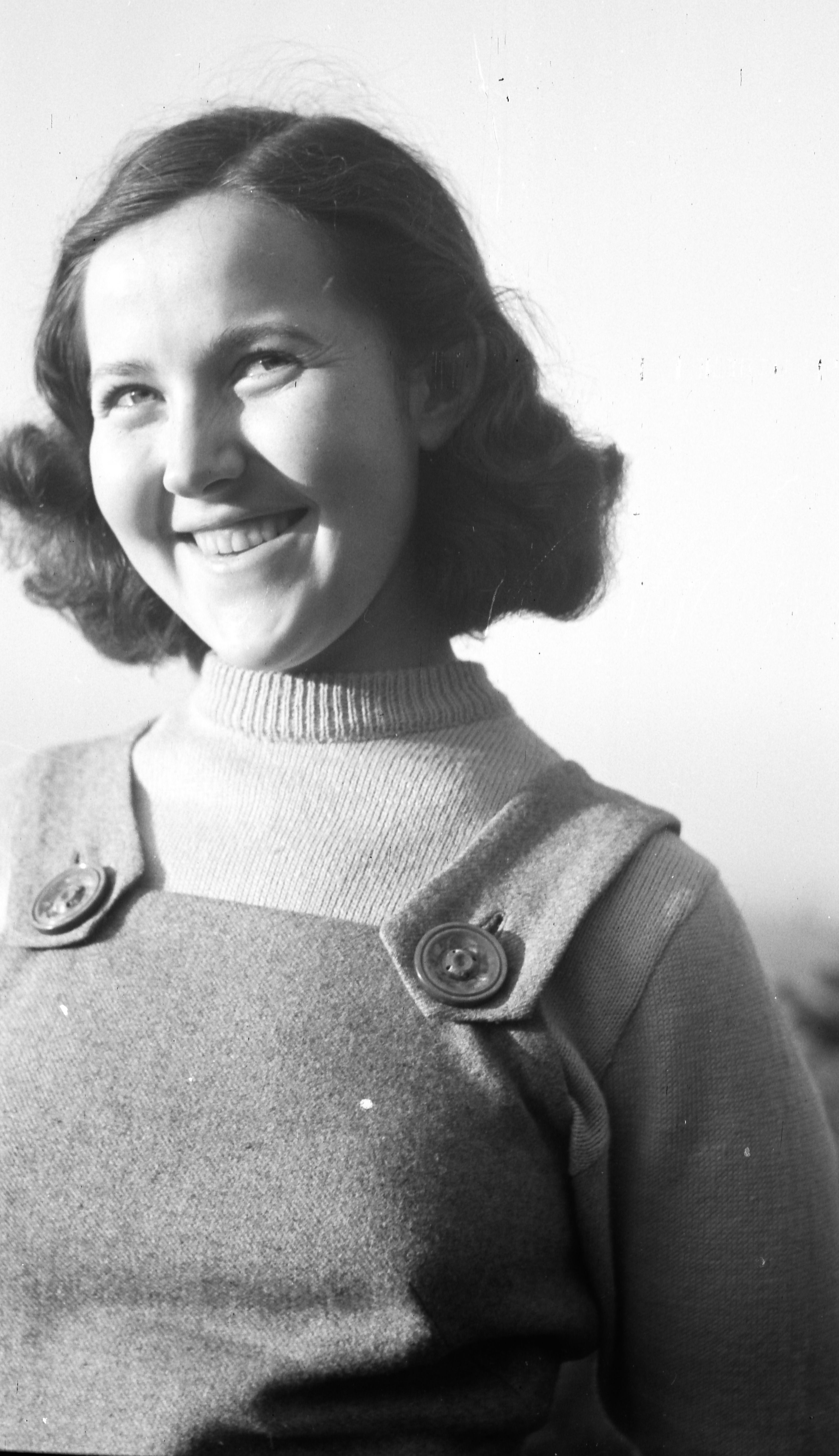
Flóra Kádár

Flóra Kádár (anhörenⓘ ihr Geburtsname: Flóra Anna Horcsák; * 4. August 1928 in Budapest; † 3. Januar 2003) war eine ungarische Schauspielerin und Hörspielsprecherin.

## Leben

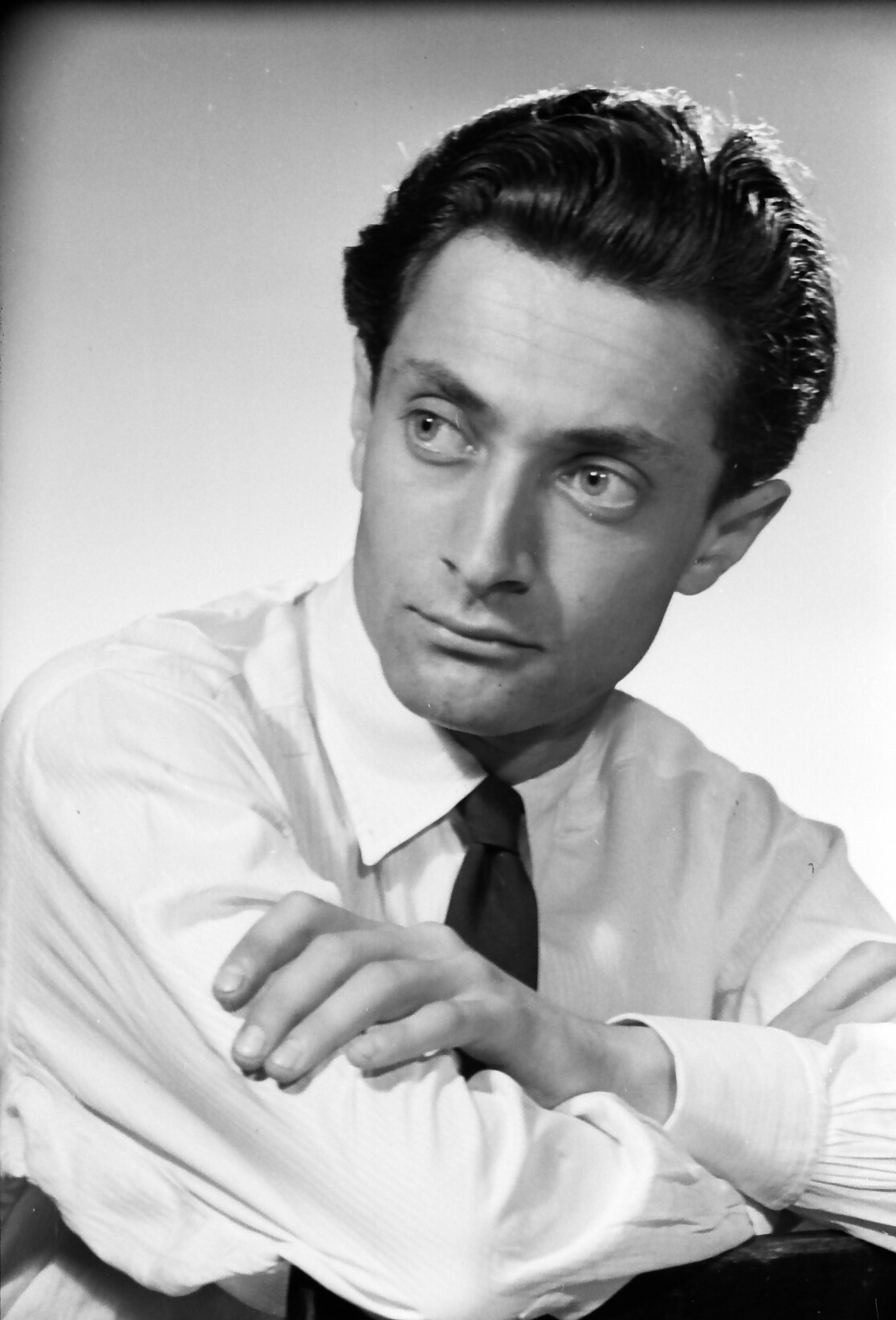
Ihr Ehemann, Péter Fischer

Flóra Kádár war die Tochter von dem Lehrer Lajos Horcsák und Flóra Ohr und war verheiratet mit dem Kameramann und Fotojournalist Péter Fischer. Nach ihrer Ausbildung an der Budapester Nationalen Akademie für Theater- und Filmkunst in 1953 war Flóra Kádár festes Ensemblemitglied am Szeged National Theater in Szeged, Kisfaludy Theater in Győr und Madách Theater in Budapest. Sie arbeitete mit Regisseuren wie Oscar-Preisträger István Szabó und Zoltán Fábri. In István Szabós Film Oberst Redl (1985) spielte sie die Rolle der Redls Schwester, Sophie.
Als Schauspielerin wirkte sie in verschiedenen Film- und Fernsehproduktionen mit, etwa in Karussell, Hiobs Revolte, Oberst Redl und Ein Hauch von Sonnenschein.

## Filmografie (Auswahl)
- 1956: Karussell (Eszti)
- 1979: Veras Erziehung (Frau János Mikus)
- 1983: Hiobs Revolte
- 1985: Oberst Redl (Redls Schwester)
- 1994: Mesmer
- 1999: Ein Hauch von Sonnenschein (Frau Hackl)